# Trophée George-T.-Richardson
Le trophée George-T.-Richardson  est un prix de hockey sur glace remis annuellement de 1932 à 1972 par l'Association canadienne de hockey amateur (ACHA) à l'équipe championne de l'Est du Canada au niveau junior A. Le trophée est nommé en l'honneur de George T. Richardson, vainqueur de la Coupe Allan avec l'Université Queen's en 1909 et qui perd la vie au cours de la Première Guerre mondiale, le 9 février 1916.
Pour l'obtention du trophée, une première ronde demi-finale opposait l'équipe championne de l'Association de hockey de l'Ontario (AHO), situé au sud de l'Ontario, au champion de la Ligue de hockey junior du nord de l'Ontario (LHJNO). Au cours de la deuxième demi-finale, s'affrontaient les champions de la Ligue junior du Québec (LHJQ) et de la Ligue de hockey junior des maritimes (LHJM). Les vainqueurs de chaque demi-finale s'affrontaient par la suite pour l'obtention du trophée.
Chaque année, le gagnant du trophée affrontait l'équipe championne de la coupe Abbott remise à la meilleure équipe de l'ouest du Canada au niveau junior A. Le vainqueur de cette série se voyait alors recevoir la coupe Memorial.
Le trophée cessa d'être décerner à partir 1972, année où la coupe Memorial devient un tournoi plutôt qu'une finale. Ultérieurement la Ligue canadienne de hockey vint remplacer la ACHA en tant que ligue junior A et s'appropria également le tournoi de la coupe Memorial.

## Champions de l'Est avant 1932
Avant 1932, l'équipe championne de l'Est était désignée pour prendre part à la coupe Memorial.
| Année | Équipe                        | Saison | Équipe                         |
| ----- | ----------------------------- | ------ | ------------------------------ |
| 1919  | University of Toronto Schools | 1920   | Canoe Club Paddlers de Toronto |
| 1921  | Midgets de Stratford          | 1922   | War Veterans de Fort William   |
| 1923  | Colts de Kitchener            | 1924   | Greys d'Owen Sound             |
| 1925  | Aura Lee de Toronto           | 1926   | Université Queen's             |
| 1927  | Greys d'Owen Sound            | 1928   | Gunners d'Ottawa               |
| 1929  | Marlboros de Toronto          | 1930   | Nationals de West Toronto      |
| 1931  | Primroses d'Ottawa            |        |                                |

## Vainqueurs du trophée
Les vainqueurs du trophée affrontaient le gagnant de la coupe Abbott lors de la coupe Memorial.
| Année | Équipe                          | Saison | Équipe                          |
| ----- | ------------------------------- | ------ | ------------------------------- |
| 1932  | Cub Wolves de Sudbury           | 1933   | Redmen de Newmarket             |
| 1934  | St. Michael's Majors de Toronto | 1935   | Cub Wolves de Sudbury           |
| 1936  | Nationals de West Toronto       | 1937   | Redmen de Copper Cliff          |
| 1938  | Generals d'Oshawa               | 1939   | Generals d'Oshawa               |
| 1940  | Generals d'Oshawa               | 1941   | Royaux de Montréal              |
| 1942  | Generals d'Oshawa               | 1943   | Generals d'Oshawa               |
| 1944  | Generals d'Oshawa               | 1945   | St. Michael's Majors de Toronto |
| 1946  | St. Michael's Majors de Toronto | 1947   | St. Michael's Majors de Toronto |
| 1948  | Flyers de Barrie                | 1949   | Royaux de Montréal              |
| 1950  | Canadien junior de Montréal     | 1951   | Flyers de Barrie                |
| 1952  | Biltmore Mad Hatters de Guelph  | 1953   | Flyers de Barrie                |
| 1954  | Teepees de St. Catharines       | 1955   | Marlboros de Toronto            |
| 1956  | Marlboros de Toronto            | 1957   | Canadiens d'Ottawa              |
| 1958  | Canadiens de Hull-Ottawa        | 1959   | Petes de Peterborough           |
| 1960  | Teepees de St. Catharines       | 1961   | St. Michael's Majors de Toronto |
| 1962  | Red Wings de Hamilton           | 1963   | Flyers de Niagara Falls         |
| 1964  | Marlboros de Toronto            | 1965   | Flyers de Niagara Falls         |
| 1966  | Generals d'Oshawa               | 1967   | Marlboros de Toronto            |
| 1968  | Flyers de Niagara Falls         | 1969   | Canadien junior de Montréal     |
| 1970  | Canadien junior de Montréal     | 1971   | Remparts de Québec              |